# Metellina curtisi
Metellina curtisi is een spinnensoort in de taxonomische indeling van de strekspinnen.
Het dier behoort tot het geslacht Metellina. De wetenschappelijke naam van de soort werd voor het eerst geldig gepubliceerd in 1894 door McCook.